# Sportclub Venlo '54
Sportclub Venlo '54 was een Nederlandse voetbalclub. De officiële oprichtingsdatum was 20 december 1953, tegelijk met de oprichting van de NBVB.
De club speelde in rode shirts met blauwe garnituur, blauwe broek en blauwe kousen met rode bies. Dit was waarschijnlijk een verwijzing naar de kleuren in de Vlag van Venlo, de officiële stadskleuren. De ingang van het beoogde speelterrein, Stadion De Kraal in Venlo, werd op 1 januari 1954 voorzien van een prikkeldraadversperring vanwege een conflict waarin VVV en Sportclub Venlo een dispuut hadden over de huur. Een half jaar later, op 6 juli van dat jaar, tekende VVV een huurovereenkomst voor de duur van 5 jaar met de eigenaar van het stadion De Kraal, waardoor Sportclub Venlo haar thuiswedstrijden moest spelen op Sportpark De Berckt in Baarlo.
De eerste training van het seizoen 1954/55 werkte Sportclub Venlo af in speeltuin Ons Buiten, nabij de kapel van Onze-Lieve-Vrouw van Genooi. Een week later werd getraind op Sportpark De Berckt. Trainer was de van FC Kaiserslautern afkomstige Ferdi Silz, die later trainer werd bij VVV. Onder de spelers bevonden zich onder andere Herman Teeuwen en Heini Schreurs.
Op 3 augustus werd Sportclub Venlo ’54 officieel ingeschreven bij de Kamer van Koophandel en Fabrieken te Venlo, met als aandeelhouders een koopman, een banketbakker, een caféhouder en een assuradeur.
De club speelde een halve competitie, waarin een zevende plaats werd bereikt. In dat halve jaar speelden 10 clubs tegen elkaar. Op 9 november 1954 besloten Sportclub Venlo en VVV om te gaan samenwerken. Op 26 november van dat jaar werd een bijzondere algemene vergadering belegd, waarin werd besloten dat beide clubs gingen fuseren onder de naam Sportclub VVV ’03.

## Spelers
| Nat.          | Naam                    | Geb. dat.  | Wedstr. | Goals   | Vorige club        | Nieuwe club   |         |         |         |         |         |
| Keepers       | Keepers                 | Keepers    | Keepers | Keepers | Keepers            | Keepers       | Keepers | Keepers | Keepers | Keepers | Keepers |
| ------------- | ----------------------- | ---------- | ------- | ------- | ------------------ | ------------- | ------- | ------- | ------- | ------- | ------- |
| Nederland     | Frans Swinkels          | 02-11-1931 | 11      | 0       | SC Irene           | VVV           |         |         |         |         |         |
| Nederland     | Pierre Faessen          | 22-11-1932 | 1       | 0       | SV Blerick         | VVV           |         |         |         |         |         |
| Verdedigers   |                         |            |         |         |                    |               |         |         |         |         |         |
| Nederland     | Pierre Driessen         | 24-01-1930 | 10      | 0       | VVV                | N.E.C.        |         |         |         |         |         |
| Nederland     | Piet Gubbels            | 31-03-1921 | 9       | 0       | VVV                | VVV           |         |         |         |         |         |
| Nederland     | Ton van den Hurk        | 03-03-1933 | 11      | 1       | Eindhoven          | VVV           |         |         |         |         |         |
| Nederland     | Herman Teeuwen          | 04-06-1930 | 10      | 0       | VVV                | VVV           |         |         |         |         |         |
| Middenvelders |                         |            |         |         |                    |               |         |         |         |         |         |
| Nederland     | Bèr Brueren             | 07-03-1929 | 1       | 0       | IVO                | VVV           |         |         |         |         |         |
| Nederland     | Leo Kleintjens          | –          | 5       | 0       | Maurits            | Fortuna '54   |         |         |         |         |         |
| Nederland     | Hay Lamberts            | 28-03-1934 | 2       | 1       | Venlosche Boys     | VVV           |         |         |         |         |         |
| Duitsland     | Gerrit Schencke         | 18-08-1926 | 11      | 0       | Kieler SV Holstein | Union Krefeld |         |         |         |         |         |
| Nederland     | Heini Schreurs          | 30-09-1929 | 5       | 0       | VVV                | N.E.C.        |         |         |         |         |         |
| Aanvallers    |                         |            |         |         |                    |               |         |         |         |         |         |
| Nederland     | Gerrit Akkermans        | 20-09-1930 | 8       | 5       | SC Helmondia       | VVV           |         |         |         |         |         |
| Nederland     | Geert ten Berge         | 14-08-1916 | 8       | 4       | CA Paris           | Wageningen    |         |         |         |         |         |
| Nederland     | Jacques Hovens          | 08-03-1924 | 5       | 1       | SC Irene           | Limburgia     |         |         |         |         |         |
| Nederland     | Pierre van Rhee         | 10-11-1923 | 11      | 4       | VVV                | N.E.C.        |         |         |         |         |         |
| Nederland     | Jeu Sijbers             | 27-10-1929 | 11      | 0       | VVV                | VVV           |         |         |         |         |         |
| Nederland     | Jenne Smit              | 24-03-1926 | 2       | 0       | Nieuw Buinen       | VVV           |         |         |         |         |         |
| Nederland     | Dick Snoek              | 04-04-1926 | 1       | 0       | Eindhoven          | Eindhoven     |         |         |         |         |         |
| Nederland     | Joop van den Wildenberg | –          | 3       | 0       | Brabantia          | Brabantia     |         |         |         |         |         |

## Overzichtslijsten

### Seizoensoverzichten
| Resultaten van Sportclub Venlo '54 sinds de toetreding in het betaald voetbal in 1954 | Resultaten van Sportclub Venlo '54 sinds de toetreding in het betaald voetbal in 1954 | Resultaten van Sportclub Venlo '54 sinds de toetreding in het betaald voetbal in 1954 | Resultaten van Sportclub Venlo '54 sinds de toetreding in het betaald voetbal in 1954 | Resultaten van Sportclub Venlo '54 sinds de toetreding in het betaald voetbal in 1954 | Resultaten van Sportclub Venlo '54 sinds de toetreding in het betaald voetbal in 1954 | Resultaten van Sportclub Venlo '54 sinds de toetreding in het betaald voetbal in 1954 | Resultaten van Sportclub Venlo '54 sinds de toetreding in het betaald voetbal in 1954 | Resultaten van Sportclub Venlo '54 sinds de toetreding in het betaald voetbal in 1954 | Resultaten van Sportclub Venlo '54 sinds de toetreding in het betaald voetbal in 1954 | Resultaten van Sportclub Venlo '54 sinds de toetreding in het betaald voetbal in 1954 | Resultaten van Sportclub Venlo '54 sinds de toetreding in het betaald voetbal in 1954 | Resultaten van Sportclub Venlo '54 sinds de toetreding in het betaald voetbal in 1954 |
| Seizoen                                                                               | Competitie                                                                            | Competitie                                                                            | Competitie                                                                            | Competitie                                                                            | Competitie                                                                            | Competitie                                                                            | Competitie                                                                            | Competitie                                                                            | Competitie                                                                            | Kwalificatie                                                                          | KNVB beker                                                                            | Bijzonderheid |
| Seizoen                                                                               | Divisie                                                                               | GW                                                                                    | W                                                                                     | G                                                                                     | V                                                                                     | PNT                                                                                   | DV                                                                                    | DT                                                                                    | POS                                                                                   | Kwalificatie                                                                          | KNVB beker                                                                            | Bijzonderheid |
| ------------------------------------------------------------------------------------- | ------------------------------------------------------------------------------------- | ------------------------------------------------------------------------------------- | ------------------------------------------------------------------------------------- | ------------------------------------------------------------------------------------- | ------------------------------------------------------------------------------------- | ------------------------------------------------------------------------------------- | ------------------------------------------------------------------------------------- | ------------------------------------------------------------------------------------- | ------------------------------------------------------------------------------------- | ------------------------------------------------------------------------------------- | ------------------------------------------------------------------------------------- | --- |
| 1954/55                                                                               | NBVB                                                                                  | 11                                                                                    | 1                                                                                     | 7                                                                                     | 3                                                                                     | 9                                                                                     | 16                                                                                    | 19                                                                                    | 7e                                                                                    | –                                                                                     | Geen bekertoernooi                                                                    | Sportclub Venlo '54 treedt toe tot het betaald voetbal De competitie werd na de fusie van de KNVB en de NBVB niet afgemaakt. Alle teams werden opnieuw ingedeeld. Sportclub Venlo '54 fuseert met VVV en ging verder onder diezelfde naam. |

### Topscorers
- 1954/55:  Gerrit Akkermans (5)
0000000  Geert ten Berge (5)

### Trainer
- 1954–1954:  Ferdi Silz